# Whipple Dam State Park Day Use District
Le Whipple Dam State Park Day Use District est un district historique dans le comté de Huntingdon, en Pennsylvanie, aux États-Unis. Situé au sein du parc d'État de Whipple Dam, ce district emploie le style rustique du National Park Service. Il est inscrit au Registre national des lieux historiques depuis le 12 février 1987.